# Мерфи (Тексас)
Мерфи (енгл. Murphy) град је у америчкој савезној држави Тексас. По попису становништва из 2010. у њему је живело 17.708 становника.

## Демографија
Према попису становништва из 2010. у граду је живело 17.708 становника, што је 14.609 (471,4%) становника више него 2000. године.
| Група             | 2000.         | 2010.         |
| Белци             | 2.284 (73,7%) | 9.716 (54,9%) |
| Афроамериканци    | 295 (9,5%)    | 1.927 (10,9%) |
| Азијати           | 281 (9,1%)    | 4.145 (23,4%) |
| Хиспаноамериканци | 153 (4,9%)    | 1.384 (7,8%)  |
| Укупно            | 3.099         | 17.708        |